# Francesc Torralba i Roselló
Francesc Torralba i Roselló (Barcelona, 15 de maig de 1967) és un professor universitari, filòsof i teòleg català.
Va estudiar filosofia a la Facultat de Filosofia de la Universitat de Barcelona i va rebre el Premi Extraordinari de Llicenciatura al millor expedient acadèmic. Posteriorment, va ampliar estudis a la Universitat de Copenhaguen on va estudiar llengua danesa per fer la seva tesi sobre el pensador Søren Kierkegaard, que va defensar el 1992 i gràcies a la qual va obtenir el Premi Extraordinari de Doctorat a la millor tesi de la Facultat de Filosofia de la Universitat de Barcelona. També va realitzar la llicenciatura en Teologia a la Facultat de Teologia de Catalunya (1993) sobre la cristologia de Kierkegaard i va defensar la tesi doctoral en teologia sobre el pensament antropològic del teòleg catòlic Hans Urs Von Balthasar (1997).
És catedràtic de filosofia de la Universitat Ramon Llull i imparteix cursos i seminaris en moltes altres universitat d'Espanya i de Sud Amèrica. Des de 2003 dirigeix la Càtedra de Pensament Cristià d'Andorra. És director de la Càtedra Ethos d'ètica aplicada a la Universitat Ramon Llull, director del Ramon Llull Journal of applied Ethics. Presideix també el Comitè d'Ètica Assistencial de la Fundació SAR-Quavitae, l'Observatori d'Ètica d'Aldeas Infantiles SOS, el Comitè d'Ètica de MC Mutual. El 2011 fou nomenat per Benet XVI consultor del Consell Pontifici de la Cultura de la Santa Seu i és president del Consell Assessor per a la Diversitat Religiosa de la Generalitat de Catalunya. Des de 2012 dirigeix els Diàlegs de Pedrabes, un cicle organitzat per l'Ajuntament de Barcelona al Reial Monestir de Santa Maria de Pedralbes. Des de febrer de 2014 és president del Comitè d'Ètica de la Policia de Catalunya. Des de desembre de 2014 és membre de la Reial Acadèmia de Doctors. L'any 2015 va rebre el Premi d'Assaig Mancomunitat de la Ribera Alta per L'imperi de la incomunicació.[21]
El 2023 va perdre un fill en un accident de muntanya.
El seu pensament gira al voltant dels elements centrals de l'existència humana (el patiment, Déu, el dolor, o el sentit de l'existència). És autor d'un gran nombre d'assaigs de temàtiques diverses, especialment en els àmbits de la filosofia, l'ètica, la pedagogia i la religió.
És vicepresident de la Societat Hispànica d'Amics de Søren Kierkegaard (SHAK), ha traduït aquest autor del danès al català, i coneix a fons el pensament de Friedrich Nietzsche. Part de la seva obra ha estat traduïda al castellà, l'alemany, el francès, l'italià, el portuguès, el romanès i l'anglès.